# 우에하라 히로미
우에하라 히로미(上原ひろみ, 1979년 3월 26일 ~ ) 일본의 재즈 피아니스트이며, 시즈오카현 하마마쓰시에서 태어났다. 하드밥과 프로그래시브 락, 클래식이 융합된 독특한 음악세계를 구축한 그녀는 뛰어난 테크닉과 속주를 장기로 하여 왕성한 공연활동을 벌인다.

## 생애
히로미는 5세에 클래식 피아노를 배우기 시작하고, 나중에 그녀의 피아노 교사 노리코 Hikida의 권유로 재즈를 시작하게 되었다. 14세에 그녀는 체코 필 하모닉 오케스트라와 함께 연주했으며 17살 때, 그녀는 도쿄도에서 우연히 칙 코리아를 만나고, 다음 날 자신의 콘서트에서 그와 함께 공연을 했다. 20세에 그녀는 호세이 대학 법대를 중퇴하고 보스턴의 버클리 음악 대학에 진학하여 전설적인 재즈 피아니스트인 아마드 자말의 멘토링을 받는다. 졸업 전에 이미 재즈 레이블 Telarc과 계약을 맺는다. 버클리 음악 대학에서는 수석으로 졸업한 것으로 알려져있다.
2003년에 그녀의 데뷔 이후, 히로미는 세계를 여행하고 수많은 재즈 페스티벌에 출연 중이며 2013년 5월에는 서울 재즈 패스티벌 공연을 위해 한국을 방문하기도 했다.
스탠리 클락의 'The Stanley Clarke Band' 앨범에 피아니스트로 참여하여 2010년에 그래미 어워드를 수상했다. 
2020 도쿄 올림픽 개막식에서 공연을 했다. 본인의 곡 <Spectrum>을 연주했으며, 원곡과 다른 일부 편곡한 부분이 있다.